# Antonio Bertola
Antonio Bertola (Sossano, 25 januari 1914 – Buenos Aires, 21 juni 1967) was een Italiaans baan- en wegwielrenner.

## Belangrijkste overwinningen
1936
- 8e etappe Ronde van Spanje
- 20e etappe Ronde van Spanje

1939
- Circuit des villes d'eaux d'Auvergne
- 3e etappe Tour du Sud-Est

1941
- Argentijns kampioenschap wielrennen, Elite

1942
- Zesdaagse van Buenos Aires (met Fernand Wambst)

1943
- Argentijns kampioenschap wielrennen, Elite

1947
- Zesdaagse van Buenos Aires (met Alvaro Giorgetti)

1948
- Zesdaagse van Buenos Aires (met Angel Castellani)

## Resultaten in voornaamste wedstrijden
| Jaar | Ronde van Italië | Ronde van Frankrijk | Ronde van Spanje |
| ---- | ---------------- | ------------------- | ---------------- |
| 1936 |                  |                     | ↑ (2)            |
| 1937 | 37e              |                     |                  |

| Jaar | Milaan-San Remo |
| ---- | --------------- |
| 1936 |                 |
| 1937 | 56e             |